# Милн, Арчибальд
Сэр Арчибальд Беркли Милн (англ. Archibald Berkeley Milne; 2 июня 1855 — 4 августа 1938) — второй баронет, британский военно-морской деятель, адмирал. Главнокомандующий Средиземноморским флотом в начале Первой мировой войны.

## Карьера
Арчибальд Милн был сыном известного британского адмирала сэра Александра Милна, 1-го баронета Милна и внуком вице-адмирала сэра Девида Милна. В 1879 году Милн стал адъютантом генерала Фредерика Тесиджера, лорда Челмсфорда и принял участие в англо-зулусской войне 1879.